# 古沢淳
古沢 淳（ふるさわ じゅん、1971年1月27日 - ）は、熊本県出身の元プロ野球選手（外野手）。

## 来歴・人物
九州学院高では2年生の時に代走として第69回全国高等学校野球選手権大会に出場した。
卒業後、明治大学に進学、4年時は主将として1期後輩の柳沢裕一、鳥越裕介らとともに春はリーグ優勝を経験。東京六大学リーグ通算56試合出場、184打数51安打、打率.277、2本塁打、17打点。ベストナイン2回。1期上に三輪隆、3期下にプロでも1年同僚となった野村克則がいた。1992年ドラフト会議でヤクルトスワローズに6位指名され入団する。
ファームではレギュラーに定着し、3年目には優勝決定後に一軍初出場するが飯田哲也や同期入団の真中満らの壁は厚く1996年に引退した。

## 詳細情報

### 年度別打撃成績
| 年 度     | 球 団     | 試 合 | 打 席 | 打 数 | 得 点 | 安 打 | 二 塁 打 | 三 塁 打 | 本 塁 打 | 塁 打 | 打 点 | 盗 塁 | 盗 塁 死 | 犠 打 | 犠 飛 | 四 球 | 敬 遠 | 死 球 | 三 振 | 併 殺 打 | 打 率 | 出 塁 率 | 長 打 率 | O P S |
| --------- | --------- | ----- | ----- | ----- | ----- | ----- | -------- | -------- | -------- | ----- | ----- | ----- | -------- | ----- | ----- | ----- | ----- | ----- | ----- | -------- | ----- | -------- | -------- | ----- |
| 1995      | ヤクルト  | 3     | 7     | 7     | 0     | 1     | 0        | 0        | 0        | 1     | 0     | 0     | 0        | 0     | 0     | 0     | 0     | 0     | 2     | 0        | .143  | .143     | .143     | .286  |
| 通算：2年 | 通算：2年 | 3     | 7     | 7     | 0     | 1     | 0        | 0        | 0        | 1     | 0     | 0     | 0        | 0     | 0     | 0     | 0     | 0     | 2     | 0        | .143  | .143     | .143     | .286  |

### 記録
- 初出場：1995年10月3日、対横浜ベイスターズ25回戦（横浜スタジアム）、4回裏に真中満に代わり左翼手で出場
- 初打席・初安打：同上、6回表にマイク・バークベックから
- 初先発出場：1995年10月6日、対広島東洋カープ26回戦（明治神宮野球場）、2番・左翼手で先発出場

### 背番号
- 48（1993年 - 1996年）